# NGC 919
NGC 919 é uma galáxia espiral (Sab) localizada na direcção da constelação de Aries. Possui uma declinação de +27° 12' 41" e uma ascensão recta de 2 horas, 26 minutos e 16,6 segundos.
A galáxia NGC 919 foi descoberta em 5 de Setembro de 1864, por Albert Marth.